# 'n Beetje
'n Beetje, (ibland felaktigt skrivet "Een Beetje") var vinnarlåten i Eurovision Song Contest 1959. Låten framfördes på nederländska av Teddy Scholten, och blev Nederländernas andra vinst i tävlingen.
Låten är mer upptempo än de föregående årens segrare, och Teddy Scholten spelade också in låten på tyska som "Sei ehrlich", på franska som "Un p'tit peu", på italienska som ("Un poco") och på svenska  som ("Om våren"). När hon uppträdde i brittisk TV sjöng hon den på engelska, som  "The Moment".
Låten startade som nummer fem den kvällen, efter Monacos Jacques Pills med "Mon ami Pierrot" och före Västtysklands Alice och Ellen Kessler med "Heute Abend wollen wir tanzen geh'n". Efter omröstningen hade låten fått 21 poäng, och hamnat först bland de 11 deltagande melodierna.